# William Bridgeford
Trung tướng William Bridgeford (sinh ngày 28 tháng 7 năm 1894 mất ngày 21 tháng 9 năm 1971), là một sĩ quan cao cấp quân đội hoàng gia Úc. Ông bắt đầu con dường binh nghiệp vào năm 1913, tham gia mặt trận phía tây trong thế chiến thứ nhất. Ông giữ quyền tư lệnh sư đoàn bộ binh 3 Úc tham gia chiến dịch Bougainville trong thế chiến thứ hai. Ông nghỉ hưu vào năm 1953 và làm việc ở ban tổ chức thế vận hội Melbourne năm 1956.

### Tư liệu
- Bercuson, David (2002), Blood on the Hills: The Canadian Army in the Korean War, University of Toronto Press, ISBN 978-0-8020-8516-0
- Dennis, Peter (1995), The Oxford Companion to Australian Military History, Grey, Jeffrey; Morris, Ewan; Prior, Robin, Oxford: Oxford University Press, ISBN 0-19-553227-9
- Gailey, Harry (2003), Bougainville, 1943–1945: The Forgotten Campaign, University of Kentucky Press, ISBN 978-0-8131-9047-1
- Grey, Jeffrey (1993), "Bridgeford, Sir William (1894–1971)", Australian Dictionary of Biography, quyển 13, Melbourne University Press, tr. 255–257
- Grey, Jeffrey (2008), A Military History of Australia (ấn bản thứ 3), Melbourne: Cambridge University Press, ISBN 978-0-521-69791-0
- Long, Gavin (1963), Volume VII – The Final Campaigns, Australia in the War of 1939–1945, Canberra: Australian War Memorial, Bản gốc lưu trữ ngày 27 tháng 8 năm 2006, truy cập ngày 9 tháng 10 năm 2012